# NGC 5763
NGC 5763 este o galaxie eliptică situată în constelația Boarul. A fost descoperită în 22 mai 1886 de către Lewis A. Swift.